# Plectorhagada plectilis
Plectorhagada plectilis är en snäckart som först beskrevs av Benson 1853.  Plectorhagada plectilis ingår i släktet Plectorhagada och familjen Camaenidae. Inga underarter finns listade i Catalogue of Life.